# Kisapuisto

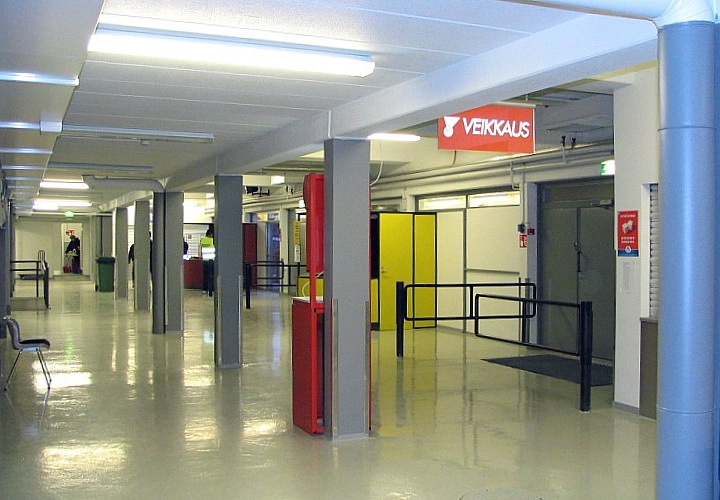
De binnenkant van de hal

De Kisapuisto is een ijshal in de Finse stad Lappeenranta. Het is de thuisbasis van ijshockeyclub SaiPa, die uitkomt in de SM-liiga. De hal werd gebouwd in 1972 en biedt plaats aan ongeveer 4800 personen. Soms wordt de hal ook wel Lappeenrannan kisapuisto genoemd, om een onderscheid te maken tussen deze en die in Lahti.